# Declaración Schuman

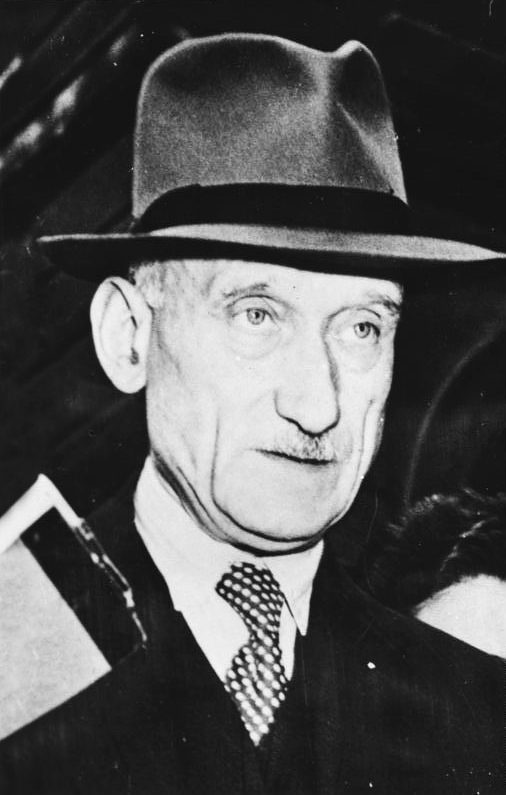
Robert Schuman en 1949.

La Declaración Schuman es el título con el que se conoce el discurso pronunciado por Robert Schuman,  ministro de Asuntos Exteriores francés, el 9 de mayo de 1950. En la declaración se propone que una Europa unida puede contribuir a la paz mundial, a través de realizaciones concretas. La Comisión Europea reconoce esta declaración como el nacimiento de la Unión Europea (UE), al proponer que el carbón y el acero de Alemania (es decir, de la República Federal Alemana) y Francia (y los demás países que se adhirieran) se sometieran a una administración conjunta.
En la Cumbre de Milán de 1985, el Consejo Europeo decidió declarar el 9 de mayo como Día de Europa en conmemoración de ese discurso.

## Historia
Tras la Segunda Guerra Mundial y las atrocidades que se descubría habían sido cometidas durante su transcurso, se buscaron fórmulas para evitar que se repitiera una guerra en Europa.
Alemania, que había resultado derrotada en el conflicto, se encontraba con su territorio ocupado militarmente por los ejércitos aliados entre los que se encontraban el estadounidense y el británico, además del francés.
El proyecto de unir la producción del carbón y el acero de Francia y Alemania bajo una alta autoridad común abierta a otros estados europeos fue elaborado en secreto, sin informar a los circuitos ministeriales tradicionales, durante el mes de abril de 1950 por Jean Monnet, comisario general del plan de modernización y equipamiento del Gobierno francés, con la colaboración de su adjunto Étienne Hirsch, del experto en economía Pierre Uri y de Paul Reuter, profesor de derecho internacional.
Jean Monnet se lo hizo llegar a Robert Schuman, ministro de Asuntos Exteriores, quien, tras estudiarlo durante el fin de semana, le dio su visto bueno. Entonces, Monnet y Schuman buscaron dar a conocer el plan al público de manera espectacular antes de iniciar unas negociaciones en las que el plan corría el riesgo de estancarse.

En la mañana del 9 de mayo un miembro del gabinete de Schuman entregó al canciller de Alemania Konrad Adenauer una carta en la que le informaba del proyecto francés, que el líder alemán acogió con entusiasmo. En París Schuman consigue entre tanto el apoyo del Consejo de Ministros.

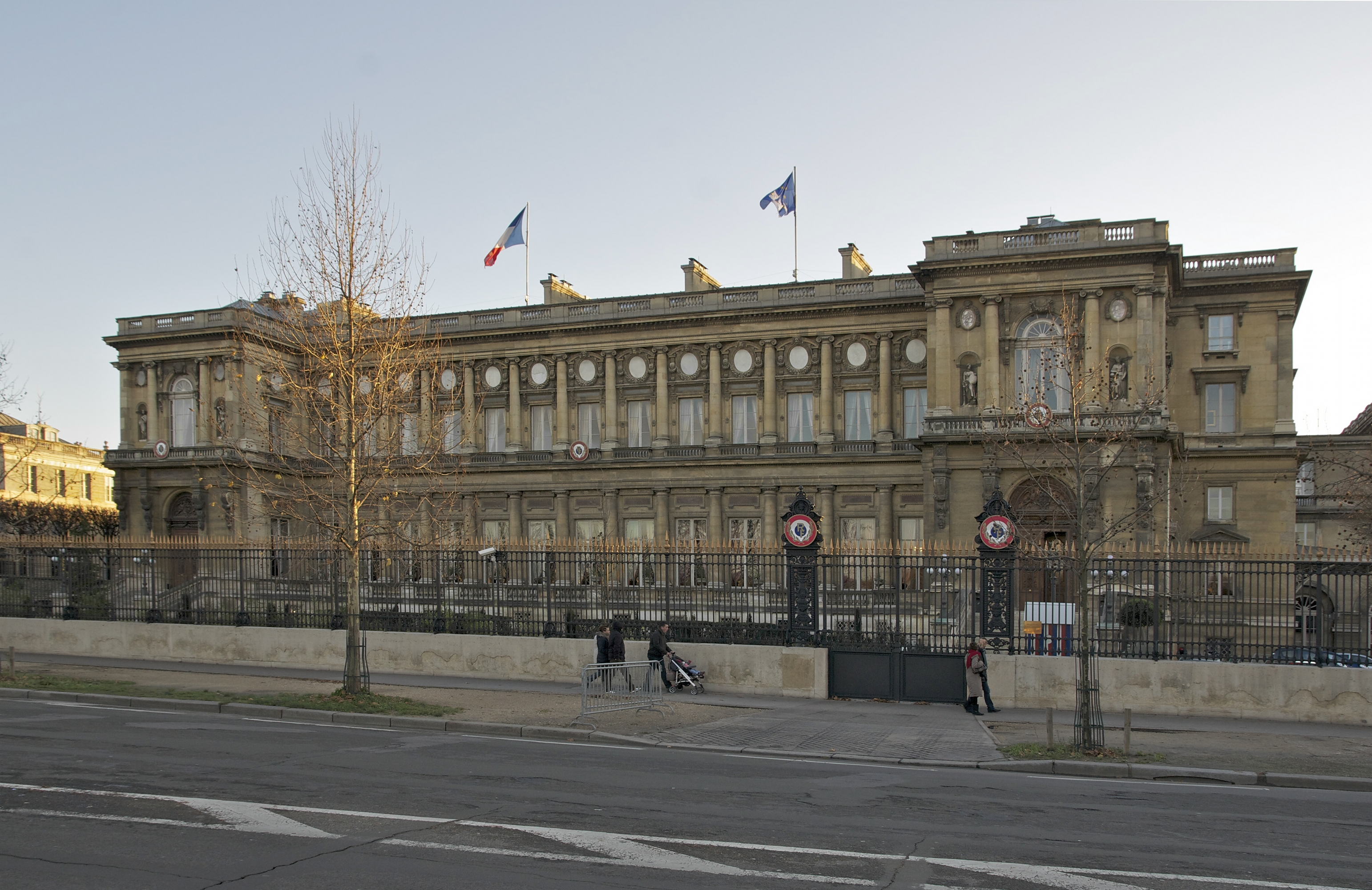
Edificio del Ministerio de Asuntos Exteriores en el Quai d'Orsay, ubicado cerca del Puente Alejandro III (París), donde tuvo lugar la declaración.

Los gobiernos británico, italiano, belga, neerlandés y luxemburgués son informados de la inminencia de una iniciativa francesa. Lo mismo sucedió con el Gobierno de Estados Unidos. Todos ellos mostraron su conformidad.

Los representantes de la prensa nacional y extranjera son convocados a las 18 horas en el Salón del Reloj del Quai d'Orsay (París). Schuman pronunció su discurso, Monnet estaba sentado a su derecha.

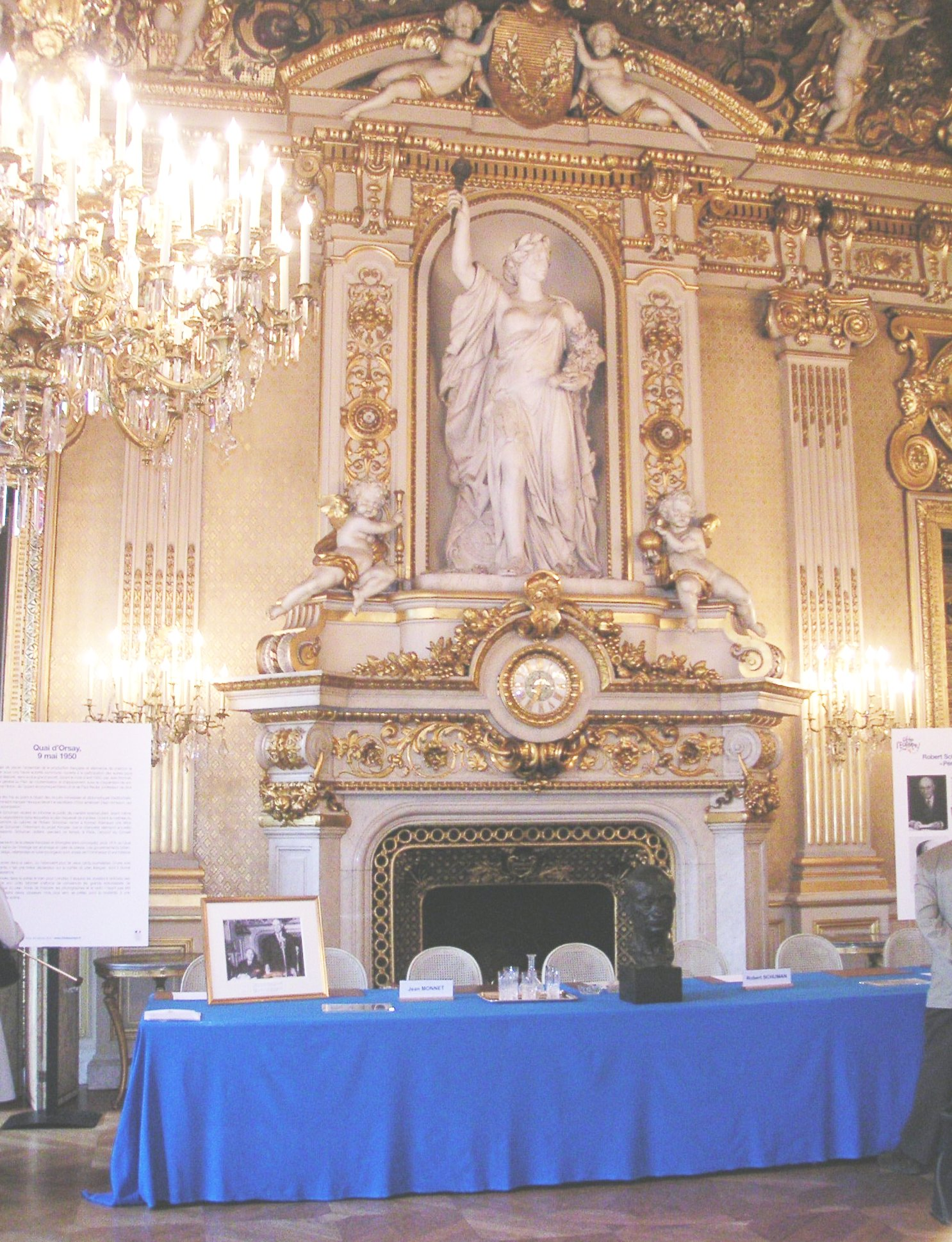
Salón del Reloj (Salon de l'Horloge); de espaldas a la chimenea Schuman pronunció el discurso.

Schuman debía viajar a Londres esa noche, lo que le sirvió para esquivar las preguntas de los periodistas. Por su parte, Monnet se encargó de convencer a los grandes editorialistas del contenido político del plan. Ironía de la historia, los fotógrafos y la radio no fueron prevenidos de la reunión, el ministerio debió prestarse varios meses más tarde para una reconstitución de la escena.
Ese día nació la Europa comunitaria, actualmente concretada en la Unión Europea.
La declaración finalizó plasmándose en el Tratado de París, firmado el 18 de abril de 1951 por el que se creó la Comunidad Europea del Carbón y del Acero (CECA), firmado no solo por Francia y Alemania sino por cuatro países más: Bélgica, Italia, Luxemburgo y los Países Bajos.

## Contenido
En su discurso, Schuman proponía la creación de una comunidad franco-alemana para aprovechar conjuntamente el carbón y el acero de los dos países. Una vez en funcionamiento, se ampliaría la comunidad a otros países europeos para formar un espacio de libre circulación de personas, mercancías y capital. Este sistema cruzado de intereses evitaría la posibilidad de una nueva guerra.
Las bases en las que Schuman plasmaba la oferta del Gobierno francés para la constitución de esta comunidad eran las siguientes:
- Creación de una Alta Autoridad cuyas decisiones obligarían a los países que se adhiriesen a la comunidad.

- La Alta Autoridad tendría como objetivo:
  - La modernización de la producción del carbón y del acero
  - El incremento de su calidad.
  - El suministro del carbón y del acero en idénticas condiciones tanto a Francia como a Alemania, así como a los países que se adhiriesen.
  - El desarrollo de un sistema común de exportación hacia los demás países no integrantes.
  - La mejora y equiparación de las condiciones de los trabajadores de ambas industrias.

- Una liberación inmediata de los aranceles de ambos productos en los países de la comunidad.